# Stefano Colagè
Stefano Colagè (Canino, 8 de julho de 1962) é um ex-ciclista italiano que participava em competições de ciclismo de estrada. Colagè competiu profissionalmente de 1985 a 1998.

## Carreira
Colagè participou em oito edições do Giro d'Italia, quatro do Tour de France e uma da Volta à Espanha. Também participou na prova de estrada individual nos Jogos Olímpicos de 1984, em Los Angeles, competindo por Itália.

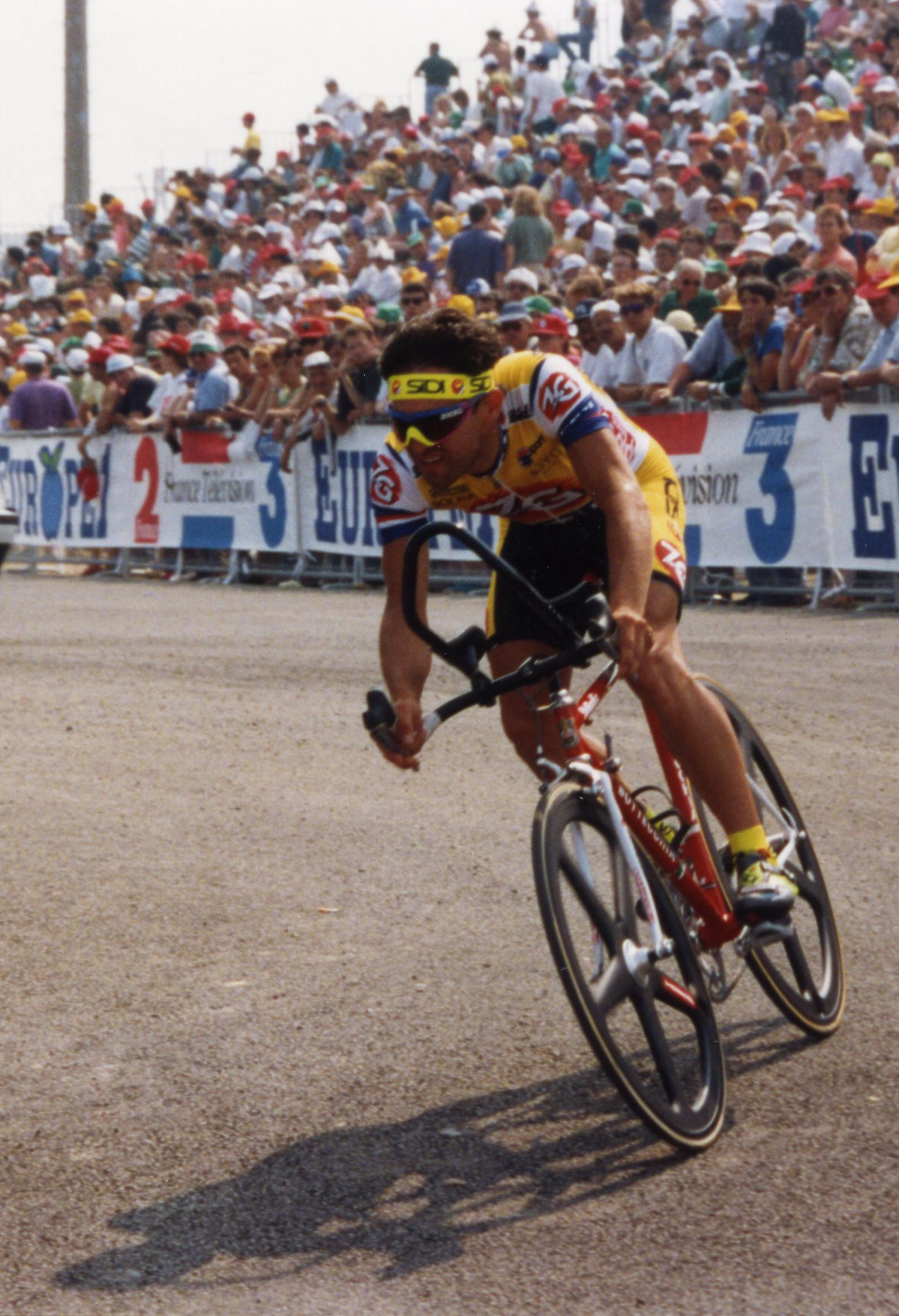
Colagè no Tour de France de 1993

## Palmarès
1984
3º, Girobio
3º, Coors Classic
1985
2º, Campeonato da Itália de Ciclismo em Estrada
2º, Giro del Veneto
3º, Gran Premio Città di Camaiore
3º, Milano–Vignola
1986
1º, Tour de Úmbria
1987
1º, Memorial Nencini
2º, Gran Premio Industria e Artigianato
1988
2º, Giro dell'Appennino
2º, Gran Premio Industria e Artigianato
3º, Giro del Friuli
1989
1º, Tour de Úmbria
3º, Coppa Bernocchi
1990
2º, Giro di Puglia
2º, Giro di Campania
1991
1º, etapa 10 da Volta à Suíça
2º, Coppa Sabatini
1992
1º, Coppa Ugo Agostoni
1º, etapa 2 do Tirreno-Adriático
1º, Giro dell'Etna
2º, Trofeo Pantalica
2º, Gran Premio Industria e Artigianato
1993
1º, etapa 1 da Vuelta al Táchira
1994
3ª, Tirreno-Adriático
1995
1º, Tirreno-Adriático
1º, etapa 4
1º, Gran Premio di Lugano
1º, Giro dell'Etna
1º, Trofeo Pantalica
3º, Coppa Sabatini
3º, Tre Valli Varesine
1996
1º, Critérium d'Abruzzo
3º, Giro di Puglia
1997
3º, Critérium d'Abruzzo
3º, Clasica Ciclista San Sebastian
1998
1º, Trofeo Pantalica
3º, Giro del Piemonte